# 林幹
林幹（1916年3月—2017年6月12日），广东新会人，内蒙古大学蒙古史研究所教授。
林幹是中国著名的匈奴史学家，主要著作有《匈奴通史》、《突厥史》、《东胡史》等。三部代表作把古代北方民族三大系统的历史梳理清楚，将这一巨大学术工程完成。在台湾被木铎出版社翻印发行。
2017年6月12日，林幹因病在呼和浩特去世，享年101歲。